# Yoshinori Shigematsu
Yoshinori Shigematsu (født 2. april 1930, død 2018) var en japansk fodboldspiller.

## Japans fodboldlandshold
| Japans landshold | Japans landshold | Japans landshold |
| År               | Kmp              | Mål              |
| ---------------- | ---------------- | ---------------- |
| 1958             | 1                | 0                |
| Total            | 1                | 0                |